# Exeland
Exeland is een plaats (village) in de Amerikaanse staat Wisconsin, en valt bestuurlijk gezien onder Sawyer County.

## Demografie
Bij de volkstelling in 2000 werd het aantal inwoners vastgesteld op 212. In 2006 is het aantal inwoners door het United States Census Bureau geschat op 206, een daling van 6 (-2,8%).

## Geografie
Volgens het United States Census Bureau beslaat de plaats een oppervlakte van 2,9 km², geheel bestaande uit land. Exeland ligt op ongeveer 365 m boven zeeniveau.

## Plaatsen in de nabije omgeving
De onderstaande figuur toont nabijgelegen plaatsen in een straal van 28 km rond Exeland.